# チュンガラ湖
チュンガラ湖（Chungará）は、チリ北端に位置する湖であり、ラウカ国立公園内のアリカ・イ・パリナコータ州、アルティプラーノにある。パリナコータ山（20,827フィート、6,348m）やポメラペ山（20,413フィート、6,222メートル）にも近い。湖は8,000年前、パリナコータ山の噴火による6立方キロメートルの土石流で、水流が堰き止められ、生成した。

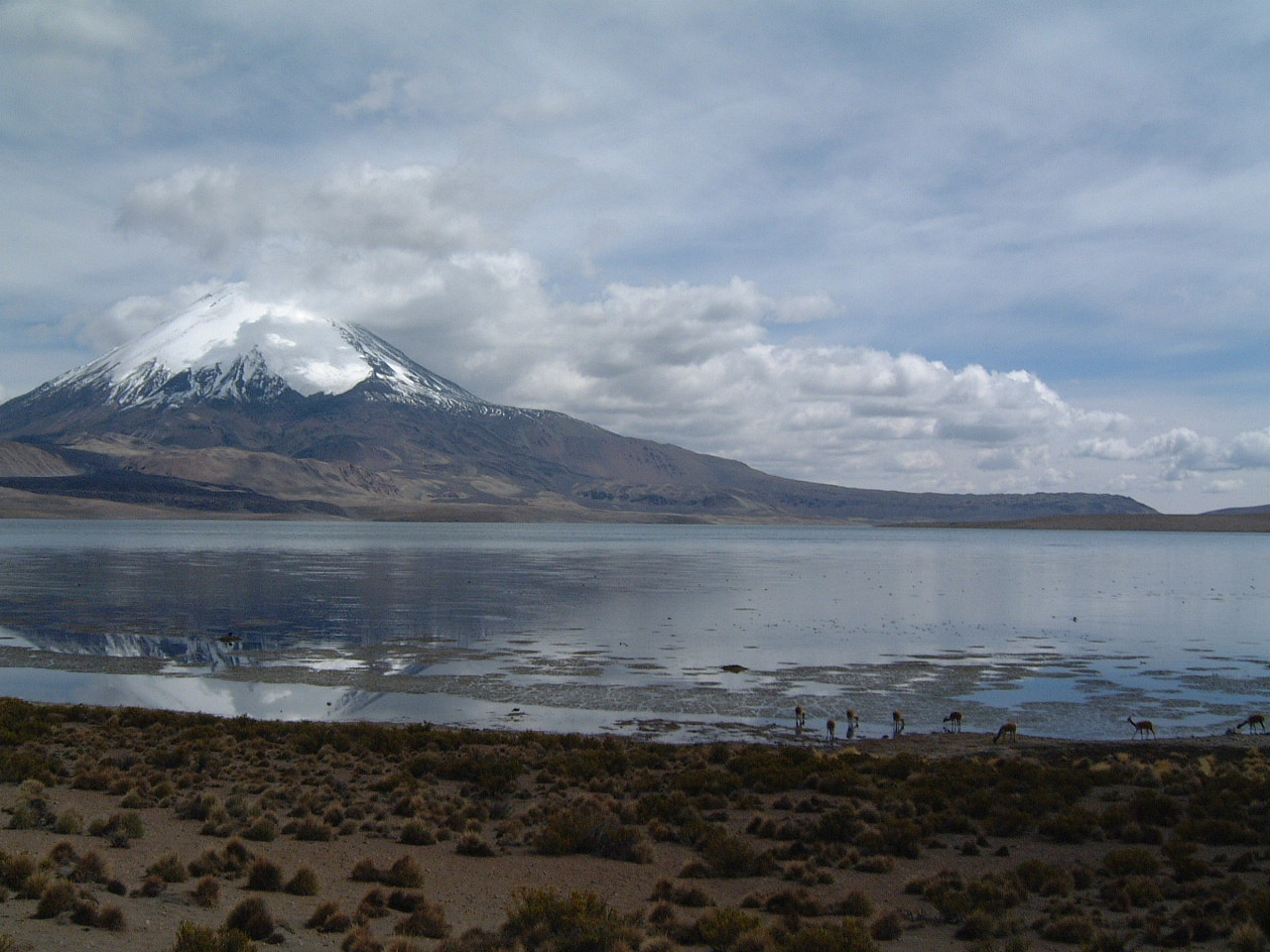
チュンガラ湖のビクーニャ
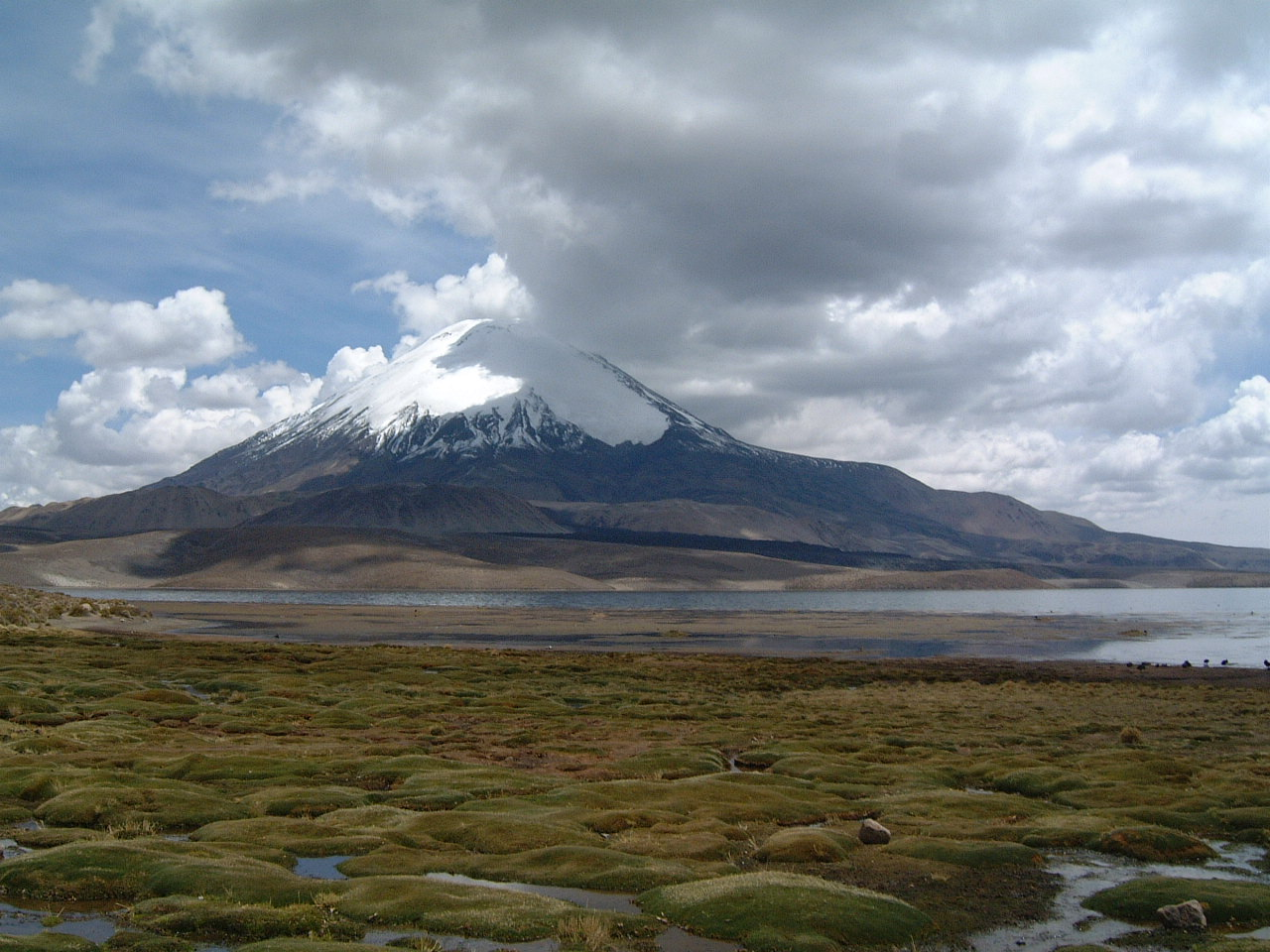
パリナコータ山とチュンガラ湖